# Ido Bear
Pour les articles homonymes, voir Bear.
Ido Bear, né le 29 juillet 1997 à Haïfa, est un coureur cycliste israélien.

## Biographie
En 2015, Ido Bear devient champion d'Israël du contre-la-montre juniors.
Au cours de l'été 2016, il intègre le Autronic-CC Vigués, club espagnol dont son frère Yoav Bear a également porté les couleurs par le passé. Se définissant comme un grimpeur, il espère ainsi progresser sur le circuit amateur espagnol afin de réaliser son rêve : devenir coureur professionnel en Europe. Ses débuts sont programmés au Tour de Zamora.
Au mois de juillet 2017, il est retenu en équipe d'Israël pour participer aux Maccabiades, en compagnie de son frère Yoav. Il se classe neuvième de l'épreuve contre-la-montre puis obtient la médaille de bronze sur la course en ligne, derrière ses deux compatriotes Omer Goldstein et Itamar Einhorn.

## Palmarès
- 2015
  -  Champion d'Israël du contre-la-montre juniors
- 2016
  - 3e du championnat d'Israël du contre-la-montre espoirs
- 2017
  -  Médaillé de bronze de la course en ligne aux Maccabiades

## Classements mondiaux
| Année           | 2016   | 2017 | 2018   |
| --------------- | ------ | ---- | ------ |
| UCI Europe Tour | 1 885e |      | 1 979e |